# Assalto (Magic)
Assalto (Onslaught in inglese) è un'espansione del gioco di carte collezionabili Magic: l'Adunanza. In vendita in tutto il mondo dal 7 ottobre 2002, è il primo set del blocco di Assalto, che comprende anche le due successive espansioni Legioni e Flagello.

## Ambientazione
Assalto è ambientata nel remoto continente di Otaria, nel piano dimensionale di Dominaria.

## Caratteristiche
Assalto è composta da 350 carte, stampate a bordo nero, così ripartite:
- per colore: 61 bianche, 61 blu, 61 nere, 61 rosse, 61 verdi, 6 incolori, 39 terre.
- per rarità: 110 comuni, 110 non comuni, 110 rare e 20 terre base.

Il simbolo dell'espansione è una non meglio identificata creatura formata da quattro gambe detta morph, e si presenta nei consueti tre colori a seconda della rarità: nero per le comuni, argento per le non comuni, e oro per le rare.
Assalto è disponibile in bustine da 15 carte casuali, mazzi da torneo da 75 carte casuali, e in 4 mazzi tematici precostituiti da 60 carte ciascuno:
- Destino d'Avorio (nero/bianco)
- Trappola Mortale (blu/nero)
- Assalto Celeste (bianco/blu)
- Devastazione (rosso/verde)

### Prerelease
Assalto fu presentata in tutto il mondo durante i tornei di prerelease il 28 settembre 2002, in quell'occasione venne distribuita una speciale carta olografica promozionale: lo Spettro Silenzioso.

### Ristampe
Nel set sono state ristampate le seguenti carte da espansioni precedenti:
- Clone (presente in tutti i set base fino alla Revised Edition compresa, nella Nona Edizione e nella Decima Edizione)
- Discepolo della Grazia (dall'espansione Saga di Urza)
- Cavalieri Elfici (presente nell'espansione Leggende oltre che nei set base Quarta Edizione Quinta Edizione Sesta Edizione e Decima Edizione)
- Devastare (dall'espansione Saga di Urza)
- Interferenza (dall'espansione Mirage)
- Pacifismo (presente nei set base dalla Sesta Edizione alla Decima Edizione comprese oltre che nei set Mirage, Tempesta, Saga di Urza e Battle Royale)
- Shock (presente nei set base dalla Sesta Edizione alla Decima Edizione comprese oltre che nei set Fortezza Starter 2000 e Beatdown)
- Spiaccicare (dall'espansione Eredità di Urza)
- Elfo Provocatore (dall'espansione Destino di Urza)
- Riflusso dell'Anima (presente nei set Leggende, Sesta Edizione e Battle Royale)

## Errori di stampa
Nella versione italiana del gioco è presente un errore di stampa sulla carta Corridore Mantovento. Nella versione originale, Gustcloak Runner, il tipo di creatura era semplicemente "Soldato", nella sua traduzione italiana compare inspiegabilmente il tipo "Soldato Uccello". Questa differenza può produrre effetti importanti sul gioco, dato che all'interno del blocco di Assalto i tipi di creatura rivestono un ruolo fondamentale a livello di meccaniche di gioco. Il regolamento di Magic sentenzia comunque che il testo ufficiale di una carta è l'originale inglese, quindi i giocatori devono semplicemente ignorare quanto scritto sulla carta in italiano. In ogni caso, qualche anno dopo la distribuzione del set, la Wizards ha diffuso un'errata per questa creatura (assieme a molte altre) nella quale viene aggiunto il tipo "Umano", e quindi ora il Corridore Mantovento è ufficialmente un "Soldato Umano".

## Novità
Assalto introduce nel gioco una nuova abilità delle carte e ripropone anche delle abilità già apparse nel gioco. Inoltre in Assalto le meccaniche di gioco rendono rilevante il sottotipo delle creature, (come Elfo o Chierico).

### Nuove abilità

#### Metamorfosi
Le carte con Metamorfosi possono essere messe in gioco girate a faccia in giù pagando tre mana incolori. Mentre sono girate a faccia in giù contano come delle creature incolori senza tipi, testo, nome e simbolo di espansione, con costo di mana pari a zero e forza e costituzione pari entrambi a due. In qualsiasi momento il controllore può guardare le proprie carte girate e se vuole pagare il loro costo di metamorfosi e girarle a faccia in su. Alla fine di ogni partita i giocatori rivelano tutte le carte che non sono state girate a faccia in su.

### Vecchie abilità

#### Ciclo
Ciclo è un'abilità già comparsa nelle carte del blocco di Urza. Un giocatore che abbia in mano una carta con questa abilità può pagare il suo costo di ciclo e scartarla per pescare una nuova carta dal grimorio.

#### Paura
Paura esiste fin dalle primissime edizioni di Magic, ma solo da Assalto in poi ha un nome che la identifichi, prima infatti il testo dell'abilità era scritto per intero sulla carta. Le creature con Paura non possono essere bloccate tranne che da creature artefatto e/o da creature nere.